# NGC 2170
NGC 2170 est une nébuleuse par réflexion située dans la constellation de la Licorne distance d’environ 2400 années-lumière. Cette nébuleuse a été découverte par l'astronome germano-britannique William Herschel en 1784.

## Galerie

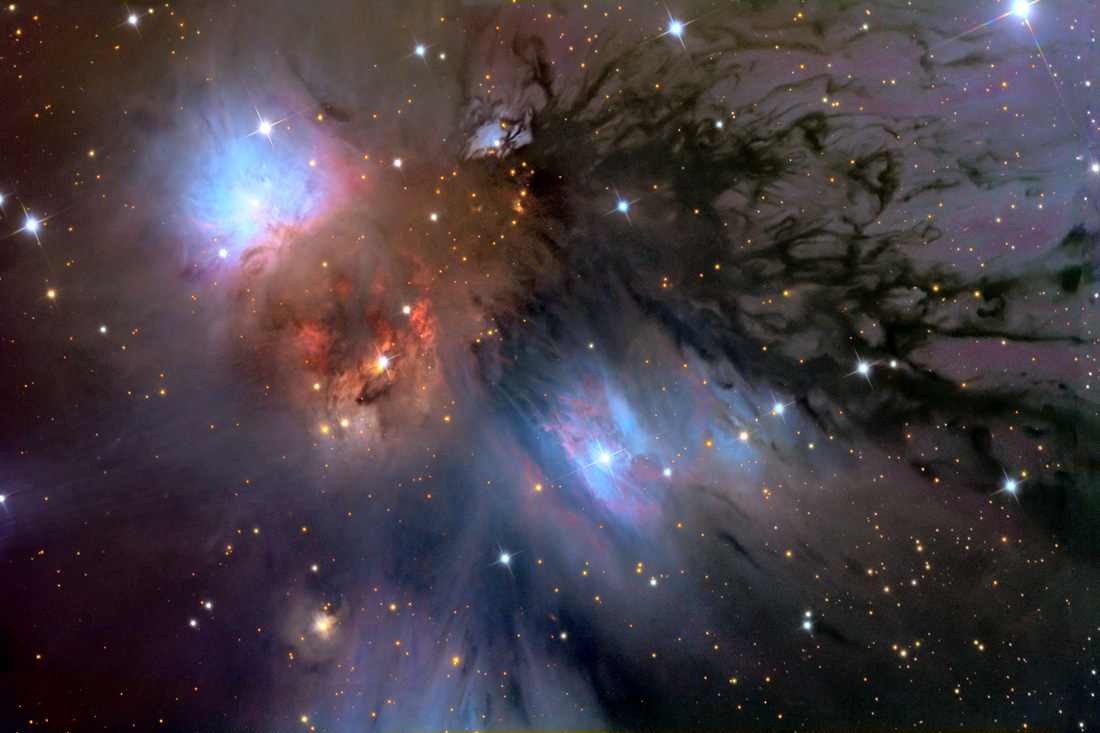
NGC 2170 par Adam Block, observatoire du mont Lemmon, université de l'Arizona.
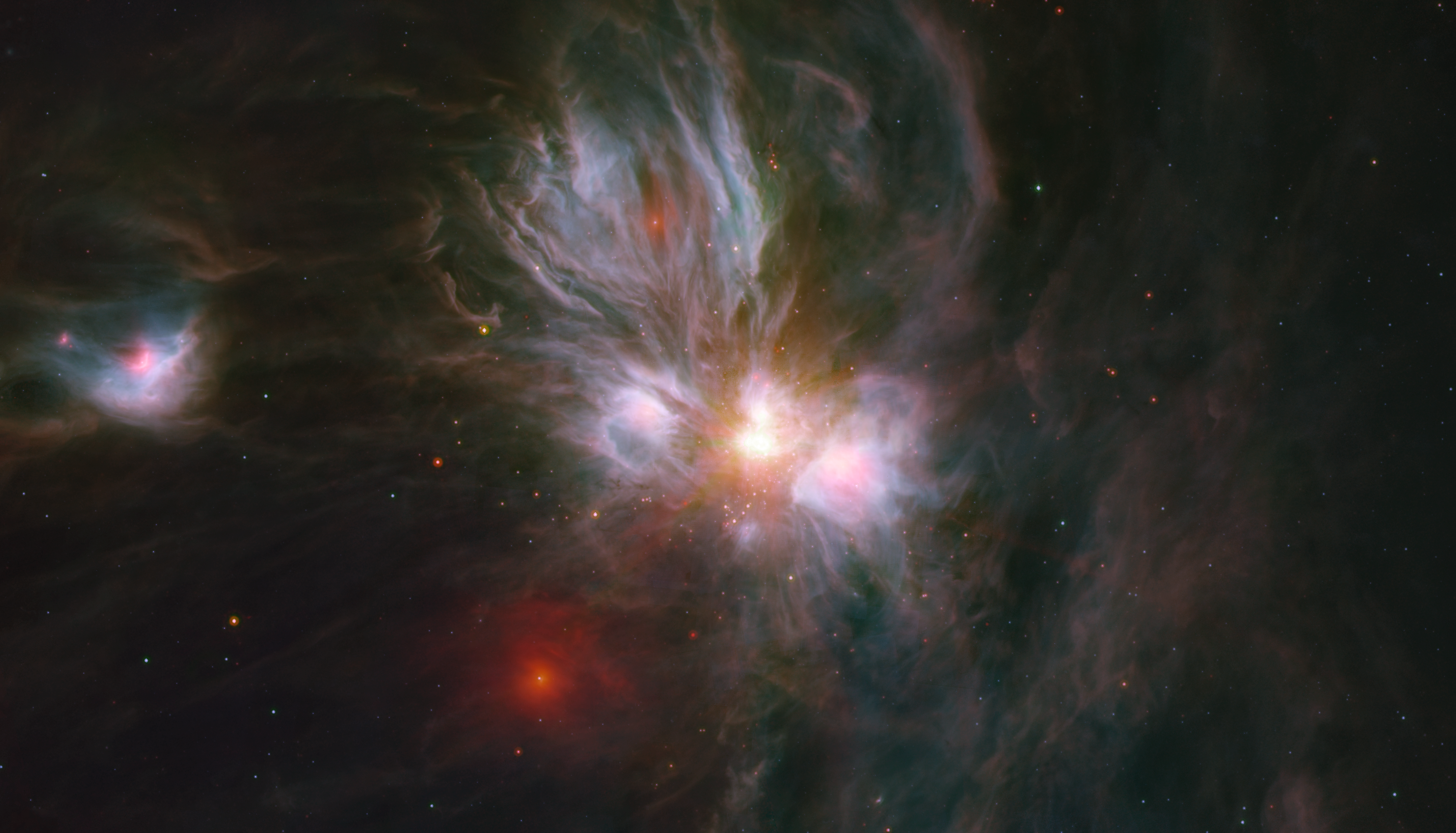
NGC 2170 dans le domaine de l'infrarouge, par le télescope spatial Spitzer.
NGC 2170 dans le domaine de l'infrarouge, par le télescope VISTA de l'Observatoire européen austral.